# Guyana Olandese ai Giochi della XX Olimpiade
La Guyana Olandese (l'odierno Suriname) partecipò ai Giochi della XX Olimpiade che si sono svolti a Monaco di Baviera dal 26 agosto all'11 settembre 1972, con una delegazione di due atleti impegnati in altrettante discipline: atletica leggera e judo. Fu la terza partecipazione di questo paese ai Giochi estivi. Non fu conquistata nessuna medaglia.